# Clostridium isatidis
Clostridium isatidis è una specie di batterio appartenente alla famiglia delle Clostridiaceae.